# Eupithecia andrasi
Eupithecia andrasi es una especie de polilla de la familia Geometridae. La especie fue descrita por primera vez por Mironov y Galsworthy habiendo sido descrita en 1970, con distribución en China (especialmente en la provincia de Shaanxi).
La envergadura de las alas es de unos 18 milímetros (0,7 plg). Las alas anteriores son de color gris pardusco pálido.